# 櫃石島インターチェンジ

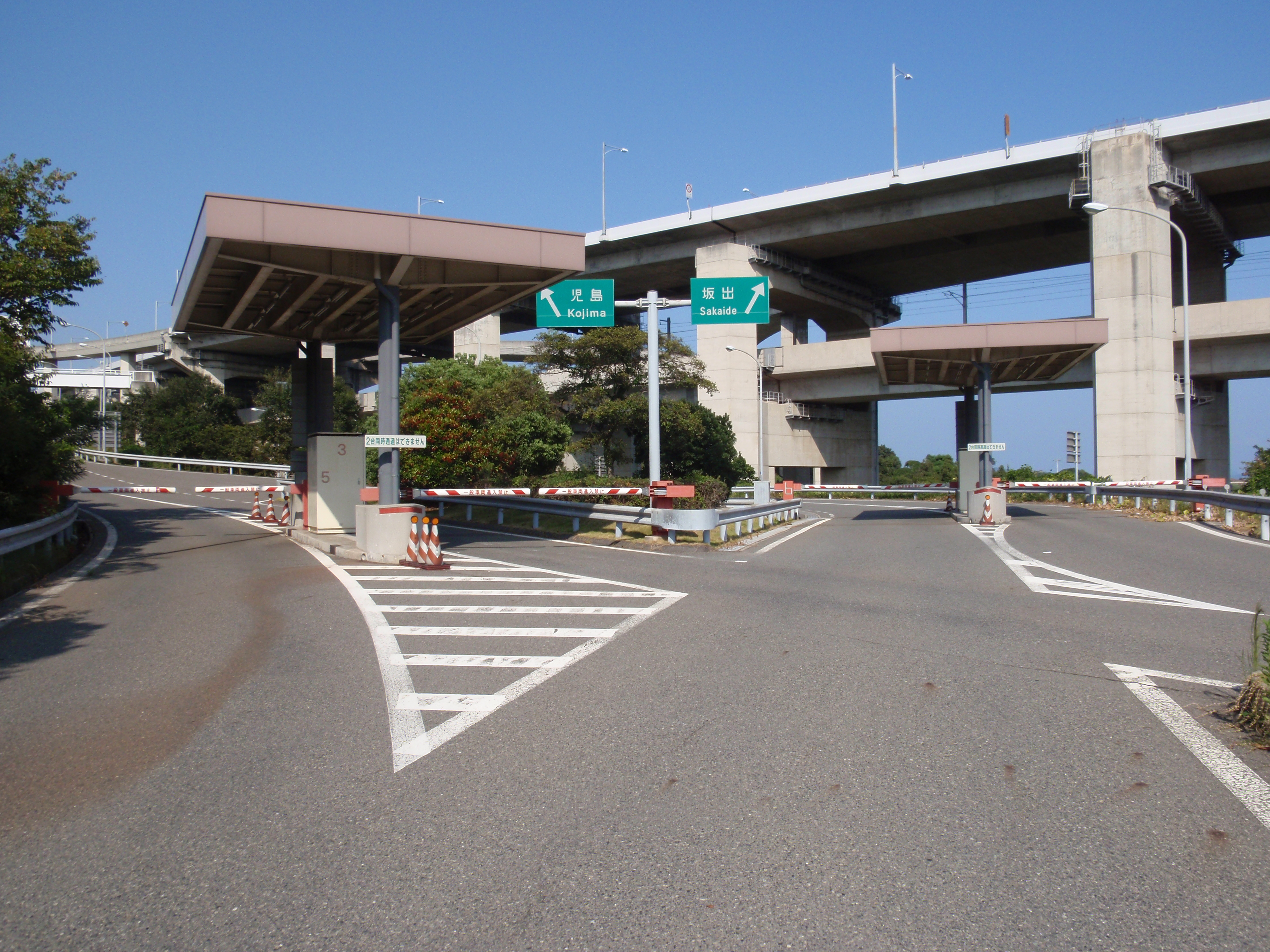
流入および流出ゲート

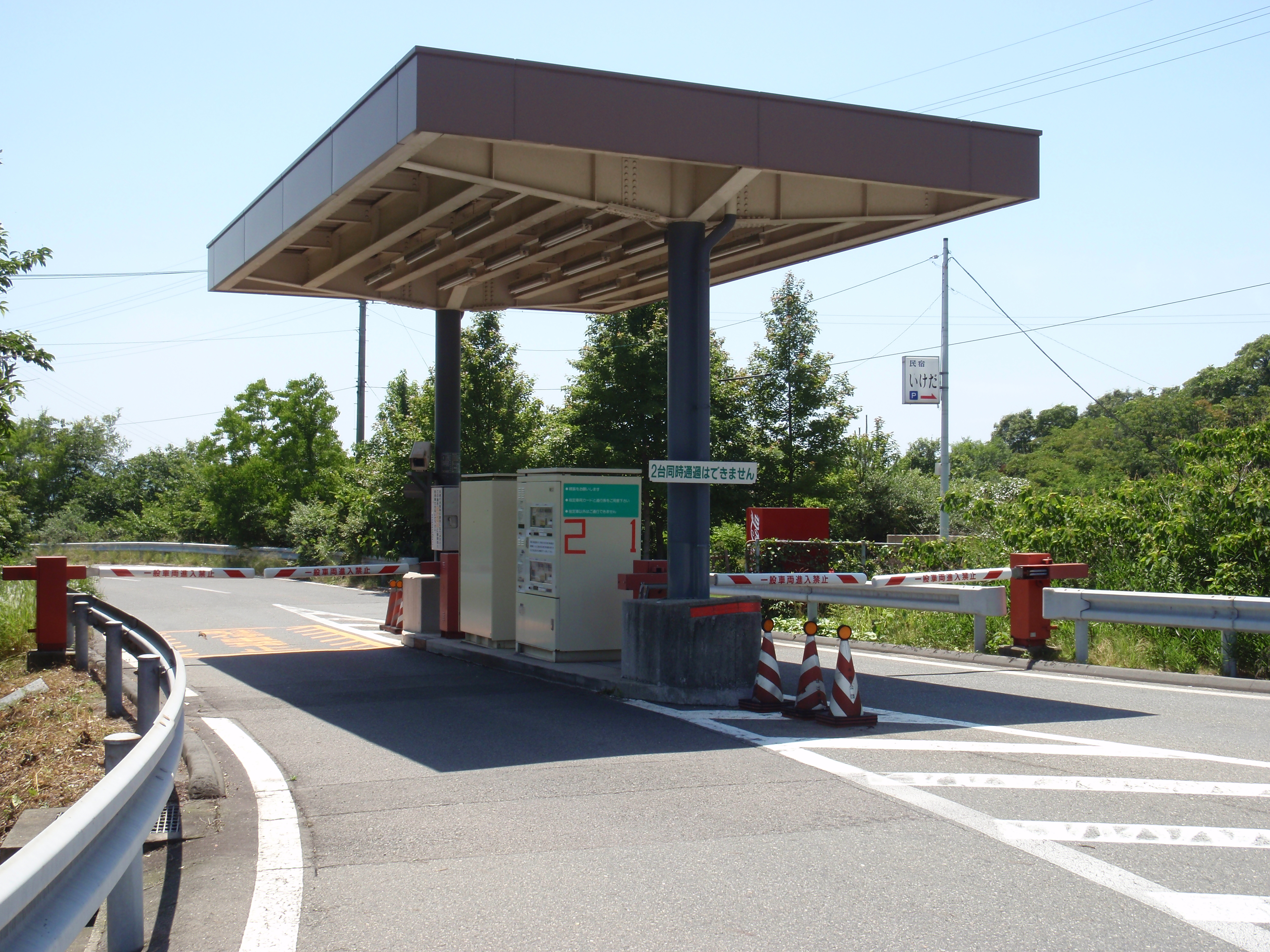
出入口ゲート

櫃石島インターチェンジ（ひついしじまインターチェンジ）は、香川県坂出市櫃石にある瀬戸中央自動車道のインターチェンジ (IC) である。
当ICを利用出来るのは島民および関係者、緊急車両や路線バス、郵便物集配車両などに限られ、一般車両は利用出来ない。
また、当ICに併設する櫃石島バスストップ（ひついしじまバスストップ）についても記述する。

## 概要
正式には「櫃石島管理用出入口」と称する。ゲートは無人で、流入および流出ゲートが本州（児島）方面と四国（坂出）方面に1箇所ずつと出入口ゲートの3つのゲートがあり、流出ゲートにはカード確認機が、出口ゲートには精算機が、入口ゲートには通行券発行機がある。ゲートを通過するためには、本州四国連絡高速道路株式会社の発行する島民専用の別納カード（三島用）が必要である。
四国（坂出）方面から岩黒島ICへ行く岩黒島島民のために、当ICでUターンができるような構造となっている。また、流出ゲートの前に一般車両のUターン場が設けられ、誤進入に備えている。
瀬戸中央自動車道の島民専用ゲートでは唯一、「Islanders Only」と英語表記の標識があり、岩黒島ICと与島IC/PAには設置されていない。同じような英語表記の標識は、西瀬戸自動車道の馬島ICにも設置されている。

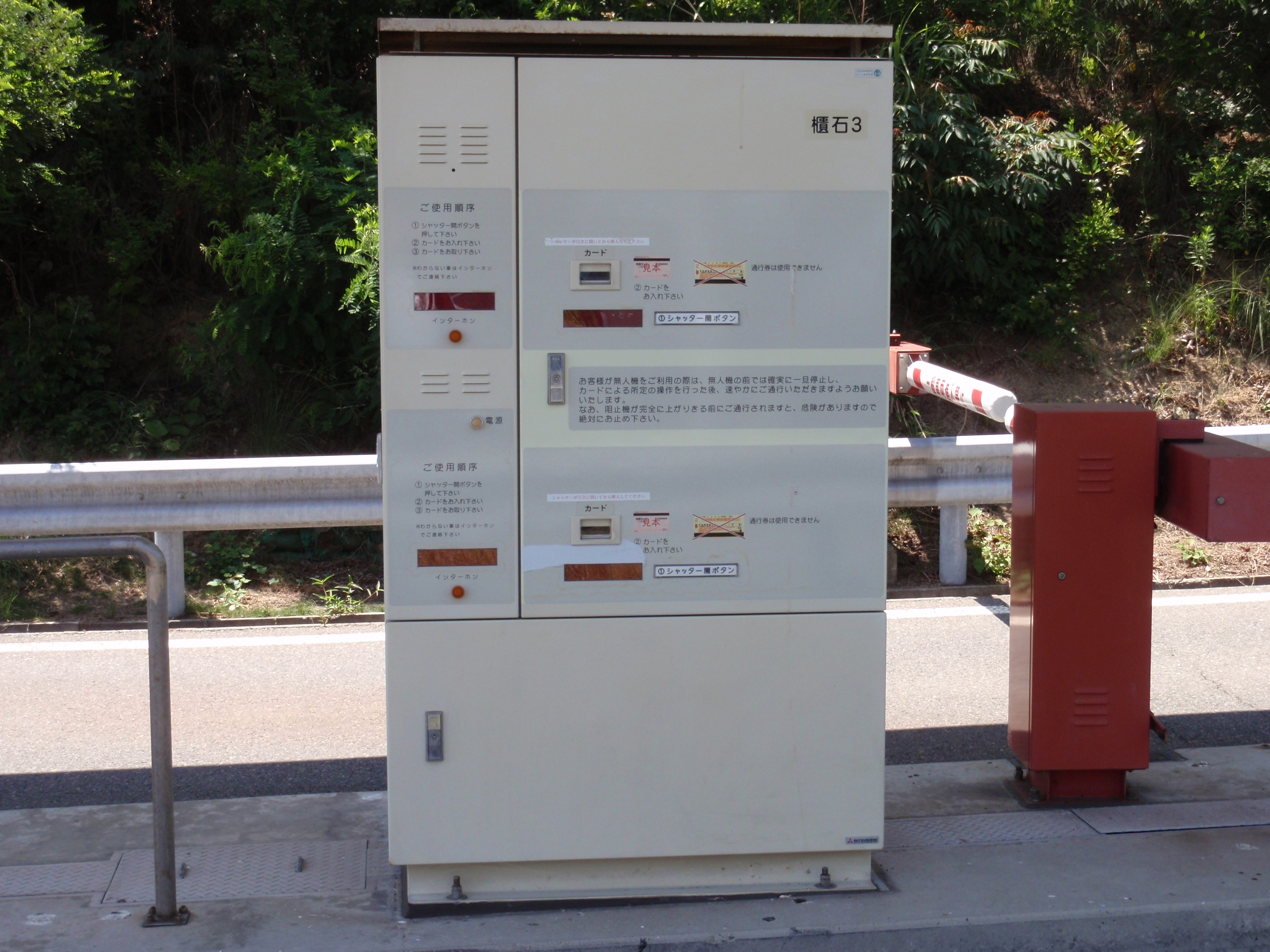
流出ゲートに設置されているカード確認機
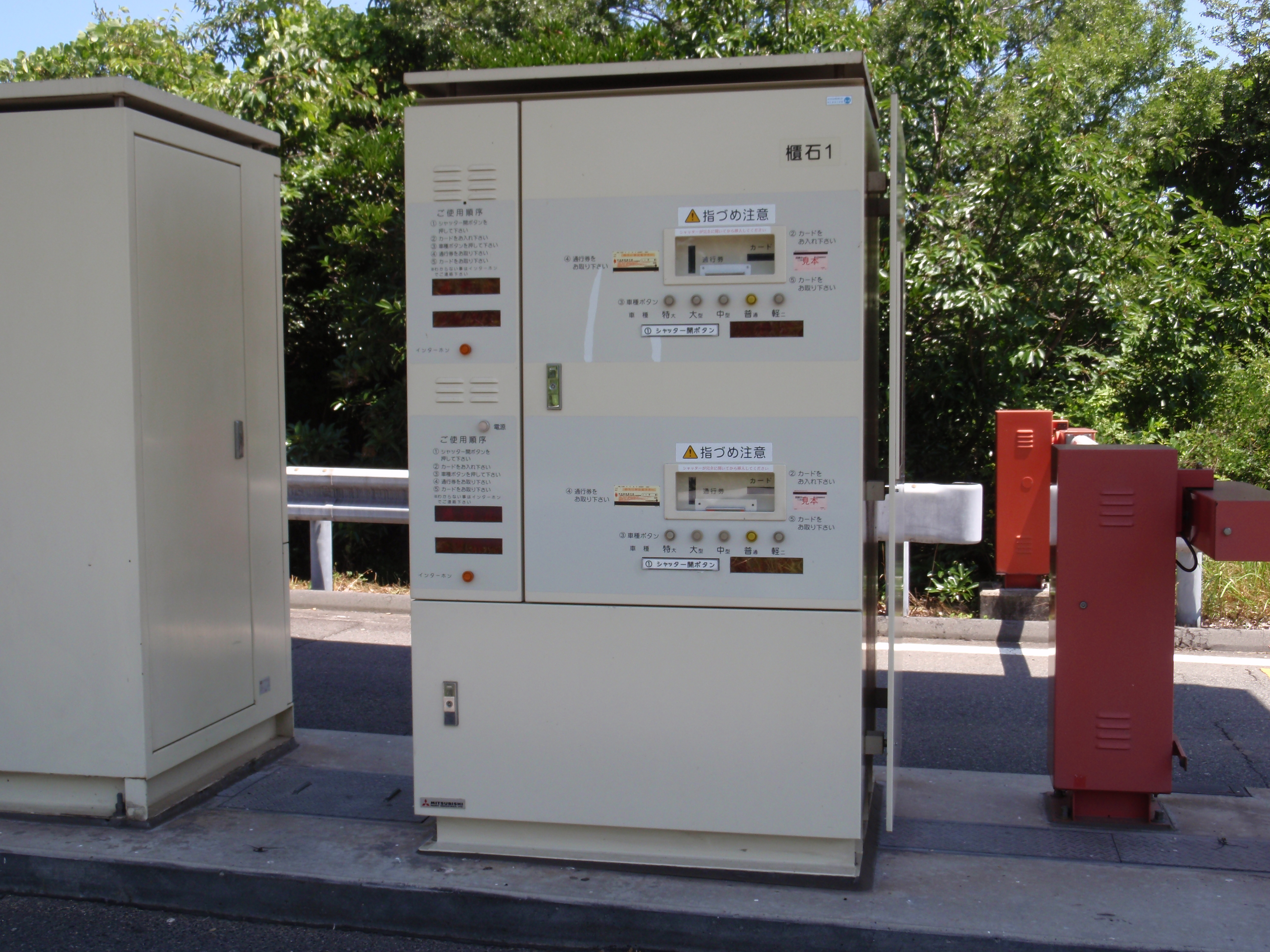
入口ゲートに設置されている通行券発行機
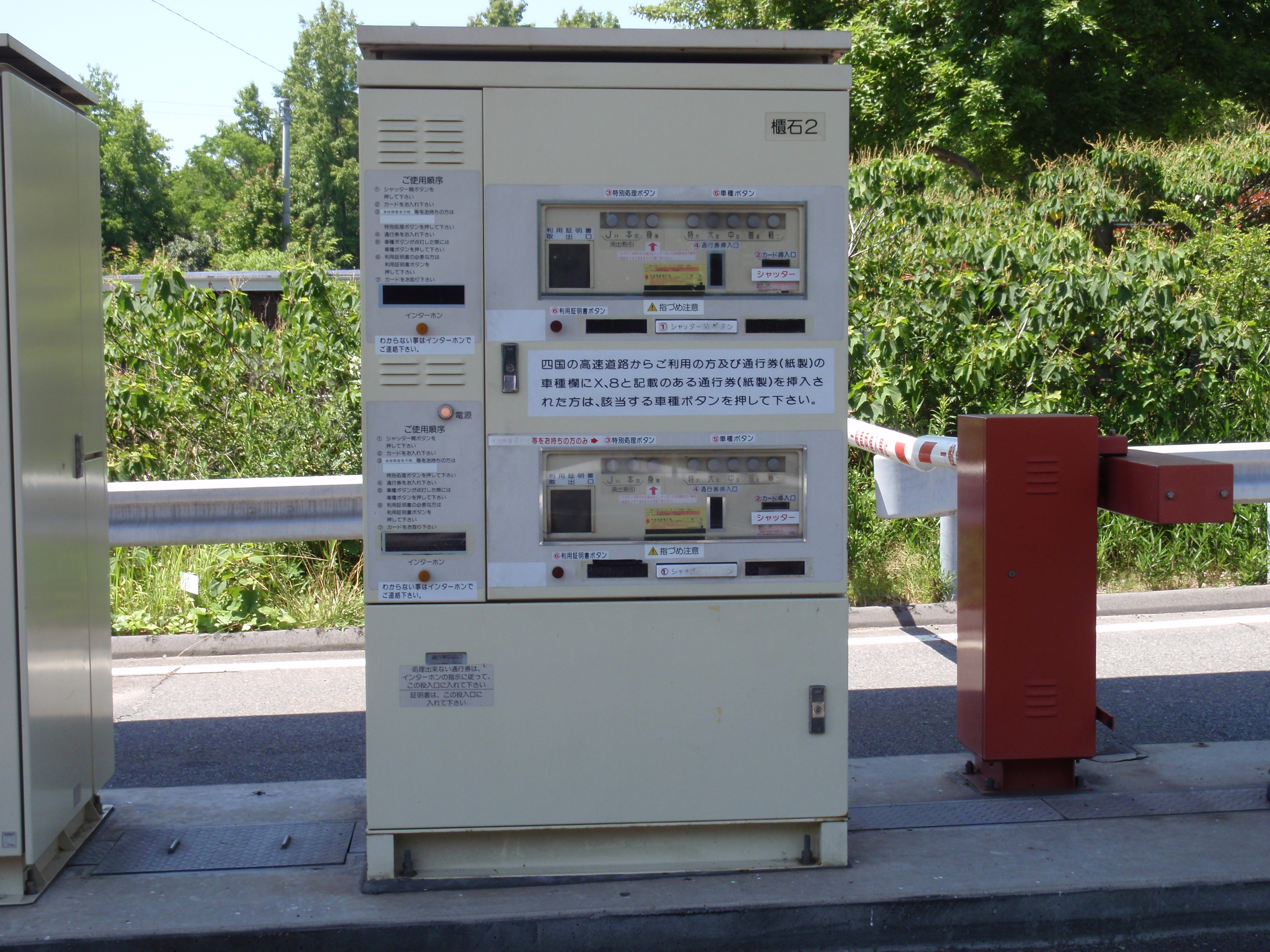
出口ゲートに設置されている精算機

## 周辺
- 坂出市立櫃石中学校

## 接続する道路
- 香川県道273号櫃石島線

## 櫃石島バスストップ

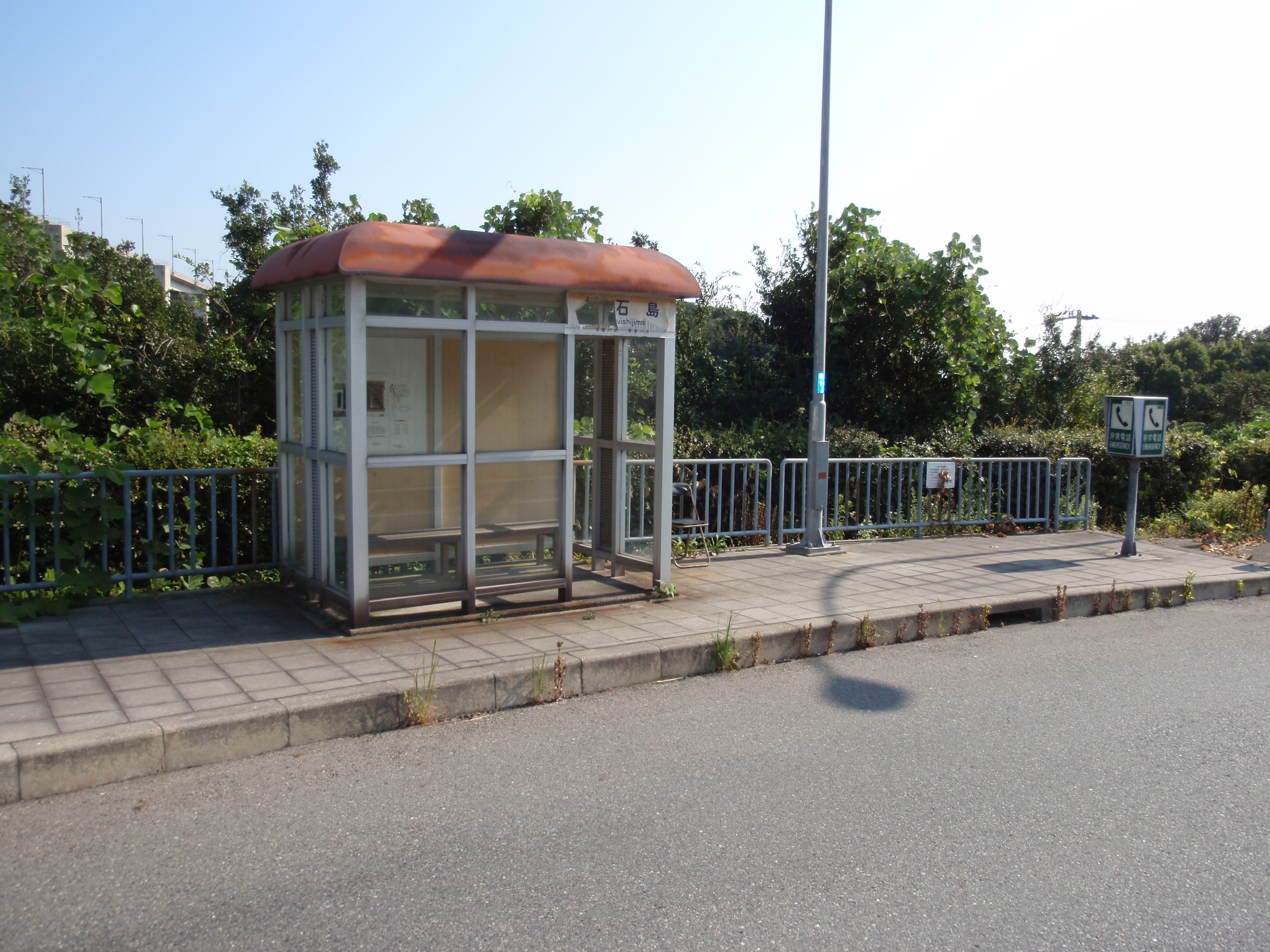
櫃石島バス停留所

櫃石島IC（櫃石島管理用出入口）の流入および流出ゲートと出入口ゲートの間に、高速道路を経由する一般路線バス用のバス停留所が設けられている。本線を流出したバスは、流出ゲートを通り当BSに停車して一旦客扱いを行い、出入口ゲートから一般道路へ出て櫃石学校前バス停を経由し櫃石バス停へ向かい、そこでUターンして再び櫃石学校前バス停を経由し当BSに戻って客扱いを行い、再び本線に戻るという形となる。

### 停車する路線
- 瀬戸大橋線（琴参バス）
  - 児島駅 - 坂出駅

## 隣
E30 瀬戸中央自動車道
(3)児島IC - 鷲羽山北BS - 櫃石島IC - 岩黒島IC - 与島IC/PA - (4)坂出北IC
- 櫃石島IC、岩黒島IC、与島ICは島民および緊急車両や路線バス、郵便物集配車両などが利用できるICである。
- 一般車両は坂出TB/IC方面の坂出北ICまで乗り降りができない。（与島PAでのUターンは、一般車両も可能。）